# オースティン・ヘンリー・レヤード
サー・オースティン・ヘンリー・レヤード（英語: Sir Austen Henry Layard GCB, 枢密顧問官、1817年3月5日 - 1894年7月5日）は、イギリスの旅行家、考古学者、楔形文字研究者、美術史家、美術品収集家、作家、政治家、外交官であり、ニムルドの発掘でよく知られている。

## 家族
フランスのパリで、ユグノーの家系に生まれた。父は英領セイロンの公務員、祖父はブリストルの司祭長、曽祖父は医師だった。母方の祖父はケントの銀行家でスペインの血も混じっている。叔父のベンジャミン・レヤードはロンドンの事務弁護士で、1820年代から1830年代にかけてベンジャミン・ディズレーリと親交があった。27歳年下の妻エニドは『マビノギオン』で著名なシャーロット・ゲストの娘の一人である。

## 生涯

### 前半生
少年時代の大部分をイタリアで過ごし、学校にも通い、美術への造詣を深め、旅を好むようになった。他にもイングランド、フランス、スイスで学校に通っている。叔父ベンジャミン・レヤードのロンドンの事務所で6年間過ごした後、1839年セイロンで公務員の職に就く見込みでイングランドを離れ、ヨーロッパとアジアを横断する陸路の旅を開始した。
何カ月間も主にペルシアを放浪し、セイロンで職に就くことをあきらめ、1842年にコンスタンティノープルに戻り、そこでイギリス大使ストラトフォード・カニングと知り合い、彼に雇われて非公式な外交任務に就くようになった。1845年、カニングの支援を得てコンスタンティノープルを離れ、アッシリアの遺跡の調査旅行に出た。レヤードは以前の中東旅行で、チグリス川のほとりのニムルドの遺跡やポール・エミール・ボッタが既に一部を発掘していたモースル近郊のクユンジクの大きな塚などに大きな知的興奮を覚えていた。今回の調査行はそのときに暖めていた野望を達成するためのものだった。

### 遺跡発掘

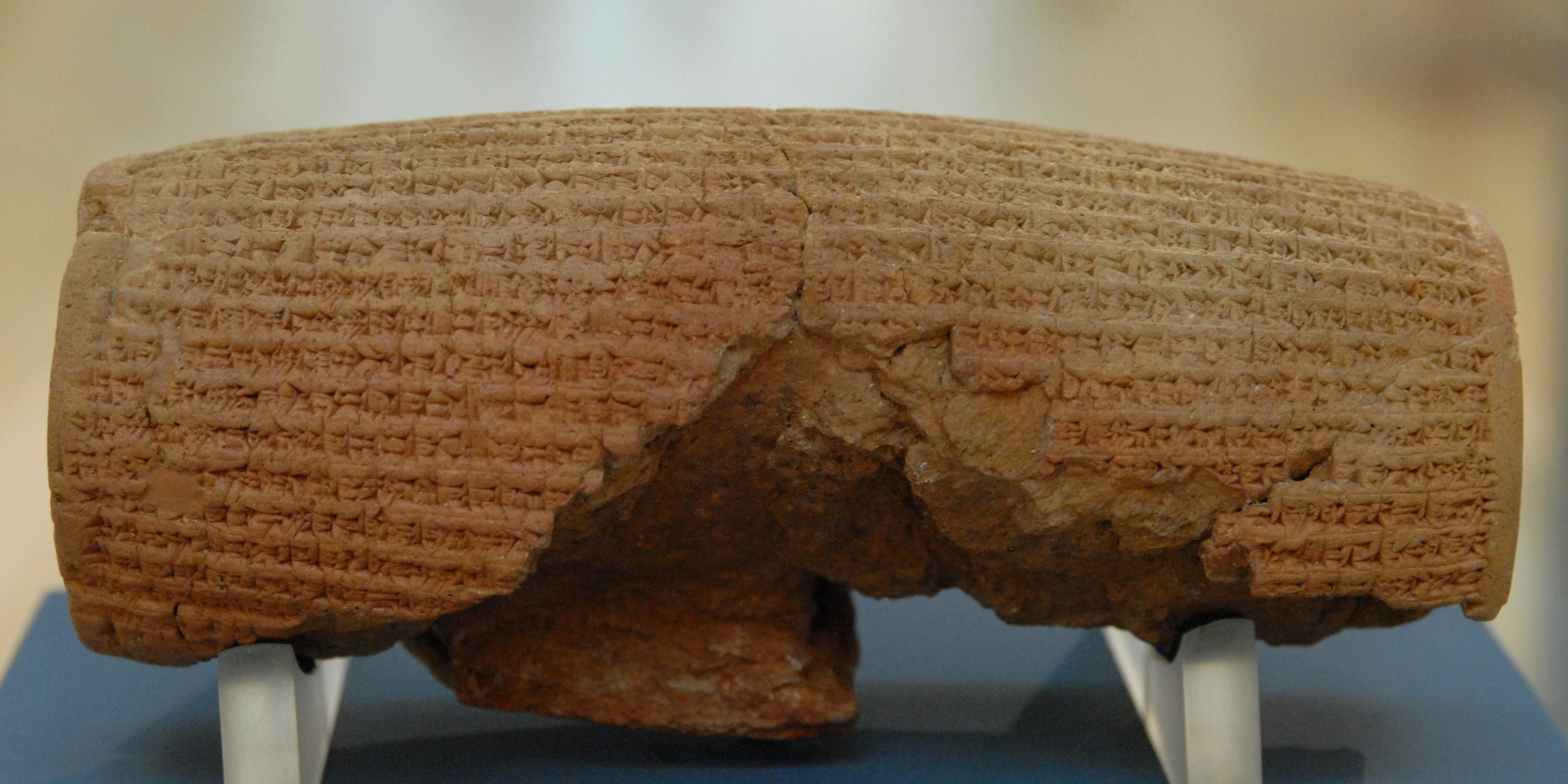
レヤードが発見したテラコッタ製のキュロス・シリンダー。紀元前539年から紀元前530年ごろのバビロニアの遺物。南イラクのバビロンで発掘

レヤードはモースル近郊に居を構え、クユンジクとニムルドの発掘を続け、1847年まで調査を行った。1848年にイングランドに帰国して Nineveh and its Remains: with an Account of a Visit to tile Chaldaean Christians of Kurdistan, and the Yezidis, or Devil-worshippers; and an Inquiry into the Manners and Arts of the Ancient Assyrians（2巻、1848年 - 1849年）を出版した。
また、これら古代遺跡を図解するために大判の本 Illustrations of the Monuments of Nineveh（1849年）も出版。イングランドで数カ月過ごし、オックスフォード大学から博士号を授与された後、コンスタンティノープルに戻ってイギリス大使館員となった。1849年夏、2度目の調査行に赴く。今回はバビロンの遺跡と南メソポタミアのいくつかの塚の調査も行った。このとき、アッシュールバニパルの図書館を発見したとされている。この調査を記録した著書 Discoveries in the Ruins of Nineveh and Babylon と図解を主とした別巻 A Second Series of the Monuments of Nineveh を1853年に出版。この困難を伴う調査の間にレヤードは多数の出土品をイギリスに送っており、それらが現在の大英博物館のアッシリア関連のコレクションの大きな部分を形成している。
クユンジクをニネヴェと特定し、多数の出土品をもたらしたなどの考古学的業績だけでなく、彼の調査行を描いた2つの著作は英語で書かれた旅行記としても最高の作品との評価を受けている。
1866年、レヤードは "ACompagnia Venezia Murano" を創業し、ロンドンにヴェネツィアン・グラスの店を開いた。この会社は現在ではPauly & C. - Compagnia Venezia Murano となり、ヴェネツィアン・グラスのブランドの1つになっている。1866年、レヤードは大英博物館の理事に任命された。

### 政治家としての経歴
レヤードは政治家に転身した。1852年、バッキンガムシャーのアリスバーリーで自由党員として当選し、数週間だけ外務次官を務めたが、その後は自由に政府を批判し、特に軍隊管理に関して批判的だった。クリミア戦争の際には自らクリミア半島に赴き、遠征の指揮を調査するための委員会の委員となった。1855年、パーマストン子爵から外交とは無関係の官職を提供されたが断り、アバディーン大学の名誉総長に選ばれた。6月15日、公職への任命が私物化されているとし、その是正を求める決議案を庶民院に提案したが反対多数で否決された。1857年、アリスバーリーで選挙に破れた後、反乱の原因を調査するためにインドを訪問した。1859年、ヨークでの選挙にも破れたが、1860年にはサウスウォークで当選し、1861年から1866年まで外務次官を務めた。1868年にウィリアム・グラッドストンの下で自由党が政権を握ると、レヤードは建設長官 (en:First Commissioner of Works）となり、枢密院の一員となった。

### 外交官としての経歴

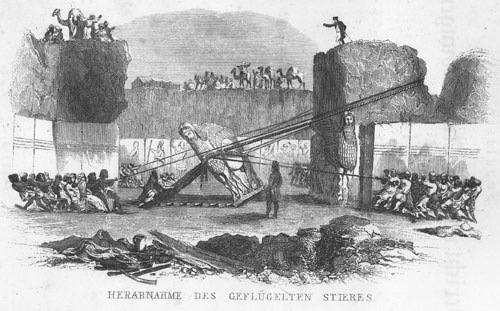
オースティン・レヤード作 A Popular Account of Discoveries at Nineveh のドイツ語版の挿絵

1869年、レヤードはそれまでの官職を辞し、マドリードに特別外交使節として赴いた。1877年、レヤードは駐コンスタンティノープル大使に任ぜられた。1880年に政権が交代して大使を解任されると、完全に引退することになった。1878年のベルリン会議で、レヤードはバス勲章のナイト・グランド・クロスを与えられ、ナイトの爵位を得た。

### ヴェネツィアでの引退生活
引退後はヴェネツィアに住み、ヴェネツィア画派の絵画を収集し、イタリア美術について文章を書いて過ごした。この方面ではレヤードはジョヴァンニ・モレッリの弟子だった。レヤードはモレッリの Italian Painters (1892–1893) の英語版の序文も書き、 Murray's Handbook of Rome (1894) の絵画に関する部分の編集にも携わった。1887年、最初の中東旅行の際の日記を元にした Early Adventures in Persia, Susiana and Babylonia を出版。これを短縮して読みやすくした版が1894年のレヤードの死の直前に出版された。レヤードはまた、自身が初代会長を務めたユグノー学会を含む様々な学会に論文を寄稿していた。ロンドンで死去。

## 著作

### 書誌
- Layard, A. H. (1848–49). Inquiry into the Painters and Arts of the Ancient Assyrians (vol. 1–2).
- Layard, A. H. (1849). Nineveh and its Remains. London: John Murray.
- Layard, A. H. (1849). Illustrations of the Monuments of Nineveh.
- Layard, A. H. (1849–53). The Monuments of Nineveh. London: John Murray.
- Layard, A. H. (1851). Inscriptions in the cuneiform character from Assyrian monuments. London: Harrison and sons.
- Layard, A. H. (1852). A Popular Account of Discoveries at Nineveh. London: John Murray.
- Layard, A. H. (1853). Discoveries in the Ruins of Nineveh and Babylon. London: John Murray.
- Layard, A. H. (1853). A Second Series of the Monuments of Nineveh. London: John Murray
- Layard, A. H. (1854). The Ninevah Court in the Crystal Palace. London: John Murray.
- Layard, A. H. (1894). Early Adventures in Persia, Susiana, and Babylonia. London: John Murray.
- Layard, A. H. (1903). Autobiography and Letters from his childhood until his appointment as H.M. Ambassador at Madrid. (vol. 1–2) London: John Murray.